# Schizomavella umbonata
Schizomavella umbonata är en mossdjursart som först beskrevs av Busk 1860.  Schizomavella umbonata ingår i släktet Schizomavella och familjen Bitectiporidae. Inga underarter finns listade i Catalogue of Life.